# Coras juvenilis
Coras juvenilis är en spindelart som först beskrevs av Eugen von Keyserling 1881.  Coras juvenilis ingår i släktet Coras och familjen mörkerspindlar. Inga underarter finns listade i Catalogue of Life.